# زگلوجه (عباس شرقی)
زگلوجه یکی از روستاهای استان آذربایجان شرقی است که در دهستان عباس شرقی بخش تیکمه‌داش شهرستان بستان‌آباد واقع شده‌است.این روستا ۵۹ نفر جمعیت دارد.
روستای زگلوجه عباسی یکی از روستاهای آذربایجان شرقی است. در ۵۰ کیلومتری بستان آباد قرار دارد و باروستاهای قره چمن، جداقیه، گلهین، خشکناب و حیدربابا همجوار است.